# Biton magnifrons
Espèce
Synonymes
- Daesia magnifrons Birula, 1905

Biton magnifrons est une espèce de solifuges de la famille des Daesiidae.

## Distribution
Cette espèce se rencontre en Éthiopie et en Israël.

## Description
Le mâle décrit par Roewer en 1933 mesure 18 mm et la femelle 18 mm.

## Publication originale
- Birula, 1905 : Bemerkungen über die Ordnung der  Solifugen. I-V. Annuaire  du  Musée Zoologique de l’Académie Impériale des Sciences de St.-Pétersbourg, vol. 9, p. 391–416.